# Сащеко, Денис Васильевич
Денис Васильевич Сащеко (бел. Дзяніс Васільевіч Сашчэка; род. 3 октября 1981, Могилёвская область) — белорусский футболист, полузащитник.

## Клубная карьера
Профессиональную карьеру начал в минском клубе РУОР. С 2002 по 2006 года играл за жодинское «Торпедо». В 2005 году был отдан в аренду в шведский клуб «Хальмстад», где принял участие в 11 матчах. Следующие два сезона провёл в столичном клубе МТЗ-РИПО. Также Сащеко выступал за микашевичский «Гранит», бобруйскую «Белшину», «Минск», СКВИЧ и «Городею». В 2016 году выступал за клуб «Торпедо» (Минск).

## Карьера в сборной
Дебют за национальную сборную Беларуси состоялся 8 сентября 2004 года в матче квалификации на ЧМ 2006 против сборной Норвегии (1:1). Всего Сащеко провёл за сборную 5 матчей.